# Tyholt
Tyholt er en bydel i Trondheim med grænse mod Moholt i syd. Bydelen ligger højt og frit med udsigt over Midtbyen og Byåsen til den ene side, og til Lade og Strinda til de andre sider. Før kommunesammenføjelsen i 1964 var Tyholt en del af Strinda kommune.
I middelalderen var Tyholt kirkegods, og efter reformationen krongods. Tyholt var oprindelig et gårdsnavn af norrønt þý = trælkvinde (jfr tyende), stavet Tyholtt i 1559, Thyholtt i 1590, Thyeholt i 1626 og Tyeholt i 1723.
Tyholt er overvejende et villastrøg, men mest kendt for sit karakteristiske tårn, Tyholttårnet, der blev bygget i 1980'erne og indeholder en restaurant. Norges største radiokanal NRK P1 har sit hovedkontor på Tyholt. Tyholt er hovedsæde for NRKs videnskabsredaktion, som producerer ulige videnskabelige programmer. I 2012 etablerede TV 2 sig også med kontorer.
På Tyholt har Norges teknisk-naturvitenskapelige universitet oprettet underafdelingen campus NTNU Tyholt med havlaboratorium, kavitationslaboratorium, marineteknisk center og skibsmodeltanken.